# Мологжа (приток Перетны)
Мологжа — река в России, протекает по Окуловскому району Новгородской области. Устье реки находится в 4 км по левому берегу реки Перетна. Длина реки составляет 17 км.
В 4 км от устья, по правому берегу реки впадает река Старка.

## Данные водного реестра
По данным государственного водного реестра России относится к Балтийскому бассейновому округу, водохозяйственный участок реки — Мста без р. Шлина от истока до Вышневолоцкого гидрологического поста, речной подбассейн реки — Волхов. Относится к речному бассейну реки Нева (включая бассейны рек Онежского и Ладожского озера).
Код объекта в государственном водном реестре — 01040200212102000021039.